# Cornelius Herman Muller
Cornelius Herman ("Neil") Muller (o Mueller) (22 de julio de 1909 - 26 de enero de 1997) fue un botánico, ecólogo, profesor estadounidense, pionero en el estudio de la alelopatía.

## Biografía
Después de graduarse con un Ph.D. en Botánica de la Universidad de Illinois en 1938, Muller trabajó para el "Estudio de Historia Natural de Illinois", por un año y luego para el Ministerio de Agricultura de EE. UU. en varias áreas de 1938 a 1945. Durante los veranos los gastó por lo general en viajes de recolección de plantas a México, al sudoeste, y el sur de EE. UU. Su obra se enfocó en estudios de vegetación en Texas y en México, y mayormente sobre los robles.
Muller se casó con Katherine Kinsel, también botánica, que dirigió el Jardín Botánico de Santa Bárbara, de 1950 a 1973. Fue parte con su marido de sus estudios de la vegetación y de expediciones de recolecciones de robles, participando en la creación de extensas notas de campo que se encuentran en esas colecciones. Él y Katherine también colaboraron en una publicación sobre las recolecciones botánicas de Jean-L. Berlandier, en México en los 1820s. Muller falleció en Santa Bárbara el 26 de enero de 1997 a los 88.

## Carrera profesional
De 1938 a 1942, Muller trabajó en la División de Exploración e Introducción de Vegetales del USDA , nombrando y clasificando especímenes vegetales. Como resultado de este trabajo, publicó: "A Revision of the Genus Lycopersicon and The Central American Species of Quercus". Durante la Segunda Guerra Mundial, trabajó en el "Bureau de Industrias Vegetales" sobre el "Proyecto de Estudios Especiales del Guayule", con una serie de experimentos sobre desarrollo de raíces. Esos resultados se publicaron en el Boletín Técnico del USDA 923 titulado "Root Development and Ecological Relations of Guayule (Desarrollo de Raíces y Relaciones Ecológicas del Guayule".
En 1945 comenzó a enseñar en la Universidad de California en Santa Bárbara (luego conocida como "Facultad de Santa Barbara"). Ayudó a desarrollar las principales áreas de la botánica, en 1947 y enseñó diversos cursos de botánica y de ecología hasta 1976 cuando se retiró de esa alta casa de estudios. Continuó en la enseñanza como Profesor Adjunto de Botánica en la Universidad de Texas desde 1974 a 1992.

Muller fundó el Herbario de la UCSB en los 1950s y fue Curador desde 1956 a 1964. Además de sus deberes en la enseñanza durante sus años en la UCSB, Muller realizó numerosos estudios de investigación, financiado en parte por cuatro subsidios National Science Foundation, sobre los mecanismos de alelopatía en comunidades vegetales californianas, de sistemática y de evolución de las especies de Quercus.
A lo largo de su carrera, Muller realizó viajes de recolección a Costa Rica, isla Cedros, Baja California, Texas, California, y México, y fue dos veces a Europa en la década de 1950 para estudiar muestras de madera de roble en varios herbarios. En el curso de sus años en la UCSB, Muller depositó más de 15.000 ejemplares de roble en el Herbario de la UCSB, entre ellas 90 ejemplares tipo.

## Algunas publicaciones
Publicó más de 110 artículos y libros, revisados por árbitro, numerosos artículos y propuestas, y supervisado y trabajó con más de 15 estudiantes de postgrado. Publicó dos monografías:
- The Central American Species of Quercus
- 1951. The Oaks of Texas. 290 pp.
- 1940. Fagaceae of Nevada. N.º 2 de Contributions toward a flora of Nevada. 10 pp.
- 1940. Fouquieriaceae of Nevada. N.º 9 de Contributions toward a flora of Nevada. 2 pp.
- Treatments for the genus in Arizona Flora
- Flora of Panamá
- Manual of the Vascular Plants of Texas
- Flora North America

## Honores
En 1957, Muller fue nombrado "Faculty Research Lecturer", el tercero en la UCSB en recibir ese título, honrando la investigación tanto a nivel local como extranjero.
En 1975, fue honrado por su obra en ecología siendo nombrado Eminente Ecólogo, prestigioso galardón dado por la Ecological Society of America.

### Epónimos
Fue también honrado por su obra en la sistemática de robles, siendo nombradas dos especies:
- Quercus cornelius-mulleri Nixon & K.P.Steele[2]
- Quercus mulleri Martínez[3]

- La Biblioteca de la UCSB: Centro Cheadle para la Biodiversidad y Restauración Ecológica

- La abreviatura «C.H.Mull.» se emplea para indicar a Cornelius Herman Muller como autoridad en la descripción y clasificación científica de los vegetales.[4]